# نادي باستيا بورغو
نادي باستيا بورغو هو نادي كرة قدم فرنسي يلعب حالياً في الدوري الفرنسي الدرجة الثالثة.تأسس النادي في يوليو 2017.